# Marc Lauenstein
Marc Lauenstein (Corcelles-Cormondrèche, 15 settembre 1980) è un orientista svizzero.
Anche se non ha mai vinto i campionati mondiali, in Giappone nel 2005 ha ottenuto l'argento nella lunga distanza e il bronzo nella staffetta. L'anno successivo in Danimarca ha mantenuto il secondo posto nella lunga distanza.
Ai campionati mondiali giovanili di sci orientamento del 1999 si è classificato terzo con la staffetta della Svizzera. L'anno successivo a Banská Bystrica la staffetta ha vinto. Lui nella lunga distanza è giunto secondo.